# Vedrunai Szent Joakima
Vedrunai Szent Joakima (házas nevén: Joaquina Vedruna de Mas, katalánul: Joaquima Vedruna de Mas) (Barcelona, Spanyolország, 1783. április 16. – Vich, Spanyolország, 1853. augusztus 28.) szentté avatott katalán özvegy, a szeretetről nevezett Karmelita Nővérek Kongregációjának alapítója.

## Élete szerzetessége előtt
1783. április 16-án született Barcelonában, egy nyolcgyermekes családban. 12 évesen bejelentette, hogy karmelita nővérként egész életét Istennek szeretné ajándékozni, szigorú apja azonban megtiltotta, hogy belépjen a rendbe. Tizenhat évesen házasságot köt a gazdag, földbirtokkal rendelkező huszonöt éves Don Teodoro de Mas vichi jegyzővel.
Harmonikus házasságban éltek, amelynek tizenhét éve alatt Joakima kilenc gyermekkel ajándékozta meg férjét. 
Gyermekei:
- Anna (1800 - 1872),
- Joseph-Joachim (1801 - 1873),
- Francis (1803 - 1809),
- Agnes (1805 - 1878),
- Joaquina (1806 - 1815),
- Charlotte (1808 - 1815),
- Théodora (1810 - 1885),
- Teresa (1813 - 1886),
- Maria del Carmen (1815 - 1882)

Az anyai örömök mellett azonban nem kevés kereszthordozás is kijutott neki: meg kellett élnie három gyermeke halálát. Négyen gyermekei közül azonban szerzetes lett. A spanyol-francia háború idején férje bevonult katonának, a háború befejezésekor, 1814-ben tbc-betegen ért haza, és nemsokára meghalt. A megözvegyült 33 éves Joakimának szembe kellett néznie az örökség miatt kitört családi viszállyal, de hosszas viaskodással megmentenie gyermekei számára a családi vagyont.

## Rendalapítóként
Férje halálával és anyai kötelességeinek teljesítése után új feladatokra vált szabaddá. 1819-ben találkozott a kapucinus Estebano de Olottal (más néven: Esteve Fàbrega i Sala, (1774-1828)), aki lelki vezetője lett, és segítségére volt abban, hogy Joakima Vichben, nyolcadmagával megalapítsa a szeretetről nevezett Karmelita Nővérek kongregációját. A spanyol polgárháború idején rendjét támadás érte, az apátnőt két hétre be is börtönözték, ezután el kellett hagynia szülőföldjét. Franciaországban hat éven át kórházi betegeket ápolt. 1843-ban visszatért közösségébe, majd további 20 házat alapított.

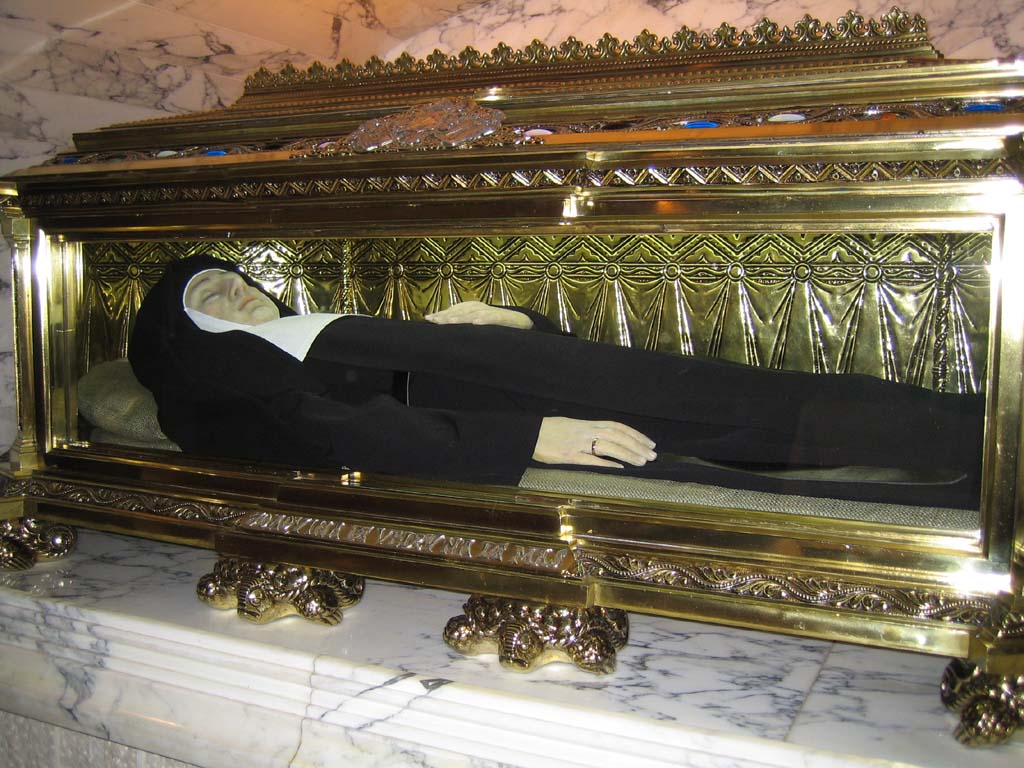
Teste a Vic-i székesegyházban

1849-ben bekövetkezett agyvérzése maradandó károsodást okozott, ekkor lemondott vezetői tisztségéről, s a barcelonai házba költözött. A Barcelonában kitört kolerajárványban ő is megbetegedett. Teljesen bénán, de mosolyogva halt meg Vichben, 1853. augusztus 28-án. Teste romolhatatlanul fennmaradt. 
1940. május 19-én XII. Piusz pápa avatta boldoggá, majd 1959. április 12-én XXIII. János pápa iktatta be a szentek közé. Ünnepnapját az Egyház május 22-én tartja.

## Fordítás
- Ez a szócikk részben vagy egészben  a   Joaquina Vedruna de Mas című angol Wikipédia-szócikk fordításán alapul.  Az eredeti cikk szerkesztőit annak laptörténete sorolja fel. Ez a jelzés csupán a megfogalmazás eredetét és a szerzői jogokat jelzi, nem szolgál a cikkben szereplő információk forrásmegjelöléseként.